# Associação Cívica República e Laicidade
Associação Cívica República e Laicidade, ou somente Associação República e Laicidade, é uma associação sem fins lucrativos, criada em 27 de janeiro de 2003, com o objetivo da promoção e defesa dos ideais republicanos e do princípio da laicidade, conforme consta em seu manifesto, aprovado em 8 de março do mesmo ano pela Assembleia Geral. Em 2004, fez dura crítica à iniciativa de utilizar dos esforços de mais de 50 mil professores, alunos e funcionários à transcrição da Bíblia à mão, sob alegação de que se travava de uma "tentativa de conversão". Em 2005, por influência de suas denúncias, o governo ordenou a remoção de crucifixos das salas de aula em escolas nas quais a exposição de tal objeto religioso era prática comum.
Em 2007, a associação foi contrária às honras cedidas ao então patriarca de Lisboa José Policarpo (1998–2013) nas comemorações oficiais dos 33 anos do 25 de Abril no Parlamento. Em 2016, fez denúncias públicas contra a realização de missas durante o horário letivo em escolas do norte de Portugal. Em 2017 e 2019, fez mobilização à extinção da exibição da mensagem de Natal do patriarca de Lisboa Manuel Clemente na RTP, tendo em visto ser um canal público. Do mesmo modo, teceu críticas em 2019 contra o uso do Facebook pelo patriarca para solicitar votos à direita.